# Kompatibilitätsmodus
Ein Kompatibilitätsmodus ist ein spezieller Modus von Software, insbesondere bei Betriebssystemen, in dem eine Kompatibilität mit meist älteren Versionen des gleichen Produktes oder mit anderen Produkten erreicht wird. Ein Beispiel sind die Kompatibilitätsmodi bei den Betriebssystemen von Microsoft, die Software für ältere Betriebssystemversionen nutzbar machen sollen.

## Microsoft Windows
Für alle Windows-Versionen der NT-Reihe ab Windows XP ist der Kompatibilitätsmodus standardmäßig verfügbar. Bei diesen Betriebssystemen kann im Windows-Explorer das Kontextmenü einer ausführbaren Datei (*.exe) aufgerufen werden und dort unter „Eigenschaften/Kompatibilität“ das Kontrollfeld „Programm im Kompatibilitätsmodus ausführen für“ aktiviert werden. Anschließend kann aus einem Listenfeld eine ältere Betriebssystemversion bzw. ein bestimmtes Service Pack ausgewählt werden.
Der Kompatibilitätsmodus wurde hauptsächlich unter Windows XP Home Edition bekannt, da private Endverbraucher mit diesem System den Umstieg von den DOS-basierenden Windows-9x-Systemen vollziehen mussten. Der Kompatibilitätsmodus war deaktiviert bereits in Windows 2000 ab Service Pack 2 verfügbar, musste dort allerdings vom Administrator von Hand aktiviert und aufgerufen werden.
Im Kompatibilitätsmodus zeigen die Betriebssysteme ab Version Windows 2000 gegenüber einer Anwendung (EXE-Datei) bestimmte Eigenschaften einer älteren Betriebssystemversion, um deren Lauffähigkeit wiederherzustellen. In diesem Zusammenhang wird auch von einem Shim (engl. shim „Unterlegscheibe, Abstandsblech“) gesprochen.

## Abgrenzung
Ein Emulator oder eine Virtuelle Maschine ist nicht Teil des Begriffs, da dabei ein komplettes Betriebssystem bzw. eine komplette Hardware simuliert wird. Ein Beispiel dafür ist der in Windows 7 – nur in den Editionen Professional, Ultimate und Enterprise – integrierte „XP-Modus“. Dabei wird ein speziell dafür lizenziertes Windows XP virtualisiert in Virtual PC ausgeführt und über zusätzliche Software teilweise in den bestehenden Desktop integriert, sodass z. B. im XP-Modus installierte Programme auch über das Startmenü von Windows 7 aufrufbar sind.